# وهرة العليا (ذي السفال)

تعديل مصدري - تعديل

وهرة العليا محلة تابعة لقرية حيبان، التابعة لعزلة بني عبد الله بمديرية ذي السفال إحدى مديريات محافظة إب في الجمهورية اليمنية، بلغ تعداد سكانها 279 حسب تعداد اليمن لعام 2004.